# Berg (Baixo Reno)
Berg é uma comuna francesa na região administrativa de Grande Leste, no departamento Baixo Reno. Estende-se por uma área de 7,72 km². Em 2010 a comuna tinha 366 habitantes (densidade: 47,4 hab./km²).